# Alexis Gougeard
Alexis Gougeard (Rouen, 5 maart 1993) is een Frans wielrenner.

## Carrière
Gougeard begon zijn wielercarrière bij Véranda Rideau-Super U. In het jaar 2013 kwam hij uit voor de Franse wielerclub USSA Pavilly-Barentin. Vanaf 2014 rijdt Gougeard voor de WorldTour-ploeg AG2R La Mondiale. Zijn eerste grote overwinning was de Classic Loire-Atlantique 2014. Een wedstrijd die hij een jaar later opnieuw won. In 2015 behaalde hij zijn grootste overwinning door de negentiende rit te winnen in de Ronde van Spanje.
Ook in het klassieke werk behaalt Gougeard goede resultaten. Zo maakte hij in 2016 deel uit van de vijfkoppige kopgroep in de Omloop Het Nieuwsblad. Deze wedstrijd eindigde hij als vijfde.

## Belangrijkste overwinningen
2011
 Frans kampioen tijdrijden, Junioren
1e etappe GP Rüebliland
Eindklassement GP Rüebliland
2013
1e etappe Coupe des Nations Ville Saguenay
Proloog Ronde van de Toekomst
2014
Classic Loire-Atlantique
Boucles de l'Aulne
2015
Jongerenklassement Ster van Bessèges
Classic Loire-Atlantique
3e etappe Vierdaagse van Duinkerke
19e etappe Ronde van Spanje
Proloog Eurométropole Tour
Eindklassement Eurométropole Tour
2017
Bergklassement Ronde van Wallonië
Polynormande
2019
3e etappe Ronde van de Sarthe
Eindklassement Ronde van de Sarthe
Boucles de l'Aulne

## Resultaten in voornaamste wedstrijden
| Jaar | Ronde van Italië | Ronde van Frankrijk | Ronde van Spanje |
| ---- | ---------------- | ------------------- | ---------------- |
| 2015 |                  |                     | 112e (1)         |
| 2016 |                  | 147e                |                  |
| 2017 |                  |                     | 99e              |
| 2018 |                  |                     | opgave           |
| 2019 |                  | 115e                |                  |
| 2020 |                  |                     |                  |
| 2021 | 114e             |                     |                  |
| 2022 |                  | 89e                 |                  |
| 2023 |                  |                     |                  |
| 2024 |                  |                     |                  |

| Jaar | Milaan-San Remo | Gent-Wevelgem | Ronde van Vlaanderen | Parijs-Roubaix | Amstel Gold Race | Omloop Het Nieuwsblad | Parijs-Tours |  | WK op de weg |  | Wereldranglijsten |
| ---- | --------------- | ------------- | -------------------- | -------------- | ---------------- | --------------------- | ------------ |  | ------------ |  | ----------------- |
| 2015 |                 | opgave        | opgave               | 26e            |                  |                       | 17e          |  |              |  | 130e (UWT)        |
| 2016 |                 | opgave        |                      |                | opgave           | 5e                    |              |  |              |  | 235e (UWT)        |
| 2017 | 177e            | opgave        | opgave               | buit.tijd      | opgave           | 37e                   |              |  | opgave       |  | 341e (UWT)        |
| 2018 | 79e             |               |                      |                |                  | opgave                | opgave       |  |              |  |                   |
| 2019 |                 |               |                      | opgave         |                  | opgave                |              |  |              |  |                   |
| 2020 |                 | 46e           | opgave               |                |                  | opgave                |              |  |              |  |                   |
| 2021 | 136e            |               |                      |                |                  | opgave                |              |  |              |  |                   |
| 2022 |                 |               | opgave               | opgave         |                  |                       | 81e          |  |              |  |                   |
| 2023 |                 |               |                      |                |                  |                       |              |  |              |  |                   |
| 2024 |                 |               | opgave               |                |                  | 75e                   |              |  |              |  |                   |

## Ploegen
- 2012 –  Véranda Rideau-Super U (stagiair vanaf 1-8)
- 2014 –  AG2R La Mondiale
- 2015 –  AG2R La Mondiale
- 2016 –  AG2R La Mondiale
- 2017 –  AG2R La Mondiale
- 2018 –  AG2R La Mondiale
- 2019 –  AG2R La Mondiale
- 2020 –  AG2R La Mondiale
- 2021 –  AG2R-Citroën
- 2022 –  B&B Hotels-KTM
- 2023 –  VC Rouen 76
- 2024 –  Cofidis

Appollonio · Bagdonas · Bardet · Bérard · Betancur · Bonnafond · Bouet · Chainel · Cherel · Daniel · Domont · Dumoulin · Dupont · Gastauer · Gaudin · Gougeard · Gretsch · Houle · Hoetarovitsj · Kadri · Kern · Minard · Mondory · Montaguti ·  Nocentini · Péraud · Pozzovivo · Riblon · Turgot · Vuillermoz · Bidard (stagiair) · Denz (stagiair) · Raibaud (stagiair)
Bagdonas · Bakelants · Bardet · Bérard · Betancur · Bonnafond · Cherel · Daniel · Denz · Domont · Dumoulin · Dupont · Gastauer · Gaudin · Gougeard · Gretsch · Houle · Jauregui · Kadri · Latour · Minard · Mondory · Montaguti ·  Nocentini · Péraud · Pozzovivo · Riblon · Turgot · Vansummeren · Vuillermoz · Bidard (stagiair) · Campistrous (stagiair) · Pereira (stagiair)
Bagdonas · Bakelants · Bardet · Bérard · Bidard · Bonnafond · Cherel · Daniel · Denz · Domont · Dumoulin · Dupont · Gastauer · Gaudin · Gautier · Gougeard · Gretsch · Houle · Jauregui · Kadri · Latour · Minard · Montaguti · Péraud · Pozzovivo · Riblon · Sergent · Turgot · Vansummeren · Vuillermoz · Cosnefroy (stagiair) · Fabre (stagiair) · Rochas (stagiair)
Bagdonas · Bakelants · Barbier · Bardet · Bérard · Bidard · Cherel · Chevrier · Cosnefroy · Denz · Domont · Dumoulin · Dupont · Duval · Enger · Frank · Gastauer · Gautier · Geniez · Gougeard · Houle · Jauregui · Latour · Montaguti · Naesen · Peters · Pozzovivo · Riblon · Vandenbergh · Vuillermoz · Doléatto (stagiair) · Geniets (stagiair) · Russo (stagiair)
Bagdonas · Bakelants · Barbier · Bardet · Bidard · Cherel · Chevrier · Cosnefroy · Denz · Dillier · Domont · Dumoulin · Dupont · Duval · Frank · Gallopin · Gastauer · Gautier · Geniez · Gougeard · Jauregui · Latour · Montaguti · Naesen · Peters · Vandenbergh · Venturini · Vuillermoz
Bagdonas · Bardet · Bidard · Bouchard · Cherel · Chevrier · Cosnefroy · Denz · Dillier · Domont · Dumoulin · Dupont · Duval · Frank · Gallopin · Gastauer · Geniez · Godon · Gougeard · Hänninen · Jauregui · Latour · Naesen · Paret-Peintre · Peters · Vandenbergh · Venturini · Vuillermoz · Warbasse · Champoussin (stagiair) · Hänninen (stagiair) · Jorgenson (stagiair) · Jullien (stagiair)
Bardet · Bidard · Bouchard · Champoussin (vanaf 1 april) · Cherel · Chevrier · Cosnefroy · Dillier · Domont · Duval · Frank · Gallopin · Gastauer · Geniez · Godon · Gougeard · Hänninen · Jauregui · Latour · L. Naesen · O. Naesen · Paret-Peintre · Peters · Tanfield · Vandenbergh · Vendrame · Venturini · Vuillermoz · Warbasse · Jullien (stagiair) · Reugel (stagiair) · Verger (stagiair)
Bidard · Bouchard · Calmejane · Champoussin · Cherel · Cosnefroy · Dewulf · Duval · Franktot en met 20 juni · Gallopin · Gastauer · Godon · Gougeard · Hänninen ·  Jullien · Jungels · L. Naesen · O. Naesen · O'Connor · Paret-Peintre · Peters · Prodhomme · Sarreau · Schär · Touzé · Van Avermaet · Van Hoecke · Vendrame · Venturini · Warbasse · Delphis (stagiair) · Lapeira (stagiair) · Retailleau (stagiair)
Barbier · Barthe · Boileau · Bonnamour · Chevalier · Debusschere · Ferasse · Gautier · Gougeard · Heidemann · Hivert · Jauregui · Koretzky · Lagrée · Laurance · Lecroq · Lemoine · Lietaer · Morice · Mozzato · Parisella · Rolland · Schönberger · Warlop · Dauphin (stagiair) · Mahoudo (stagiair) · Rouland (stagiair)
Allegaert · Aniołkowski · Champion · Coquard · De Gendt · Debeaumarché · Elissonde · Fernández · Finé · Fretin · Geschke · Gougeard · Hermans · Herrada · G. Izagirre · J. Izagirre · Knight · Lastra · Mahoudo · Mariault · Martin · Noppe · Oldani · Perez · Renard · Robeet · Thomas · Toumire · Wood · Zingle · Coppens (stagiair) · Gruszczynski (stagiair) · Larmet (stagiair)